# Alex Liang
Alex Liang Qing (chinesisch 梁庆, Liang Qing; * 1. Oktober 1971 in Guangxi) ist ein US-amerikanischer Badmintonspieler chinesischer Herkunft. 

## Karriere
Alex Liang gewann in China drei nationale Titel, bevor er in die USA wechselte und auch dort zweimal nationaler Meister wurde. Bereits 1993 hatte er an der Badminton-Weltmeisterschaft teilgenommen. Nach dem Ende seiner aktiven Karriere wurde er Badmintontrainer.

## Sportliche Erfolge
| Saison | Veranstaltung              | Disziplin    | Platz | Name                   |
| ------ | -------------------------- | ------------ | ----- | ---------------------- |
| 1993   | Ostasienspiele             | Mixed        | 2     | Liang Qing / Peng Yun  |
| 1993   | China Open                 | Mixed        | 3     | Liang Qing / Peng Yun  |
| 1994   | French Open                | Mixed        | 1     | Liang Qing / Peng Yun  |
| 1999   | Miami PanAm International  | Herrendoppel | 1     | Kevin Han / Alex Liang |
| 1999   | USA: Einzelmeisterschaften | Herrendoppel | 1     | Kevin Han / Alex Liang |
| 2000   | USA: Einzelmeisterschaften | Herreneinzel | 1     | Alex Liang             |